# 電化學加工
电化学加工（Electro chemical machining，缩写：ECM）是在电解液中利用金属工件作阳极所发生的电化学溶蚀进行加工的方法，利用单纯的电解作用的称电解加工。
是非傳統加工方法，用來加工極硬材料或者傳統方法難以加工的材料；而限制是加工物必須可導電；ECM可以切小角度或者奇異形狀的角度。
加工時，刀具是陰極，加工物是陽極；低电压、高電流下进行电解，使电解液在压力下高速循环流過電極和加工物，刀具沿著欲加工的路徑加工，沒有和加工物接觸，沒有電火花產生；加工過程中，工件被溶解，是電鍍的反向操作。
電化學加工有著很高的金屬移除率，沒有熱應力，也沒有機械應力殘留，加工表面可以達到鏡面的水準。